# Osredek (gmina Zagorje ob Savi)
Osredek – wieś w Słowenii, w gminie Zagorje ob Savi. W 2018 roku liczyła 32 mieszkańców.